# 5e Kresowa Infanteriedivisie

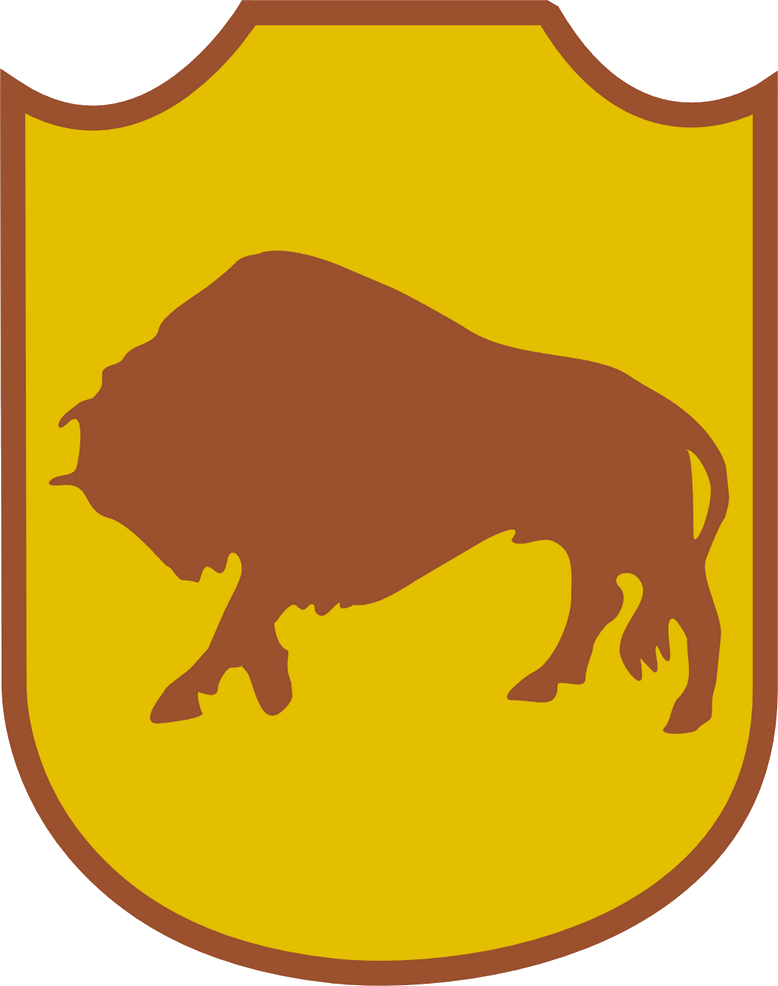
Insigne van het Poolse 5e Kresowa Infanteriedivisie

De Poolse 5e Kresowa Infanteriedivisie (Pools: 5 Kresowa Dywizja Piechoty) was een geallieerde eenheid die tijdens de Tweede Wereldoorlog in de Italiaanse Veldtocht vocht. Het werd in maart 1943 opgericht. Het maakte deel uit van de Poolse Tweede Korps. De divisie werd gevormd uit soldaten die vrijgelaten waren uit Sovjet-kampen. De divisie werd genoemd naar de regio Kresy (oostelijke grenslanden van de Tweede Poolse Republiek.

## Bevelhebbers
Het stond onder bevel van
- Zygmunt Bohusz-Szyszko (1943)
- Nikodem Sulik (1943-1946)

## Eenheden
De Poolse 5e Kresowa Infanteriedivisie bestond uit:
- 4e Wołyńska Infanteriebrigade
  - 10e Wolynski Infanteriebataljon
  - 11e Wolynski Infanteriebataljon
  - 12e Wolynski Infanteriebataljon
- 5e Wilno (Wilenska) Infanteriebrigade
  - 13e Wilenski Infanteriebataljon
  - 14e Wilenski Infanteriebataljon
  - 15e Wilenski Infanteriebataljon
- 6e Lwów Infanteriebrigade (begin 1945)
  - 16e Lwowski Infanteriebataljon
  - 17e Lwowski Infanteriebataljon
  - 18e Lwowski Infanteriebataljon
- 14e Wielkopolska Pantserbrigade
  - 15e Poznan Ulanenregiment
  - 3e Slaskich Ulanenregiment
  - 10e Huzarenregiment
- overige divisie-eenheden